# Wólka-Wojciechówek
Wólka-Wojciechówek – wieś w Polsce położona w województwie mazowieckim, w powiecie wyszkowskim, w gminie Rząśnik. Ma status sołectwa.
| SIMC    | Nazwa        | Rodzaj     |
| ------- | ------------ | ---------- |
| 0519334 | Choszczeniak | przysiółek |
| 0519328 | Wojciechowo  | część wsi  |

W latach 1975–1998 miejscowość administracyjnie należała do województwa ostrołęckiego.
Wierni Kościoła rzymskokatolickiego należą do parafii św. Stanisława Biskupa i Męczennika w Lubielu.